# Atelopus
Atelopus Duméril & Bibron, 1841 è un genere della famiglia Bufonidae che comprende specie distribuite dal Nord della Costa Rica fino a Sud della Bolivia.

## Tassonomia
Il genere comprende 99 specie:
- Atelopus andinus Rivero, 1968
- Atelopus angelito Ardila-Robayo and Ruiz-Carranza, 1998
- Atelopus ardila Coloma, Duellman, Almendáriz, Ron, Terán-Valdez, and Guayasamin, 2010
- Atelopus arsyecue Rueda-Almonacid, 1994
- Atelopus arthuri Peters, 1973
- Atelopus balios Peters, 1973
- Atelopus barbotini Lescure, 1981
- Atelopus bomolochos Peters, 1973
- Atelopus boulengeri Peracca, 1904
- Atelopus carauta Ruiz-Carranza and Hernández-Camacho, 1978
- Atelopus carbonerensis Rivero, 1974
- Atelopus carrikeri Ruthven, 1916
- Atelopus certus Barbour, 1923
- Atelopus chiriquiensis Shreve, 1936
- Atelopus chirripoensis Savage and Bolaños, 2009
- Atelopus chocoensis Lötters, 1992
- Atelopus chrysocorallus La Marca, 1996
- Atelopus coynei Miyata, 1980
- Atelopus cruciger (Lichtenstein and Martens, 1856)
- Atelopus dimorphus Lötters, 2003
- Atelopus ebenoides Rivero, 1963
- Atelopus elegans (Boulenger, 1882)
- Atelopus epikeisthos Lötters, Schulte, and Duellman, 2005
- Atelopus erythropus Boulenger, 1903
- Atelopus eusebianus Rivero and Granados-Díaz, 1993
- Atelopus eusebiodiazi Venegas, Catenazzi, Siu-Ting, and Carrillo, 2008
- Atelopus exiguus (Boettger, 1892)
- Atelopus famelicus Rivero and Morales, 1995
- Atelopus farci Lynch, 1993
- Atelopus flavescens Duméril and Bibron, 1841
- Atelopus franciscus Lescure, 1974
- Atelopus fronterizo Veselý and Batista, 2021
- Atelopus galactogaster Rivero and Serna, 1993
- Atelopus gigas Coloma, Duellman, Almendáriz, Ron, Terán-Valdez, and Guayasamin, 2010
- Atelopus glyphus Dunn, 1931
- Atelopus guanujo Coloma, 2002
- Atelopus guitarraensis Osorno-Muñoz, Ardila-Robayo, and Ruiz-Carranza, 2001
- Atelopus halihelos Peters, 1973
- Atelopus hoogmoedi Lescure, 1974
- Atelopus ignescens (Cornalia, 1849)
- Atelopus laetissimus Ruiz-Carranza, Ardila-Robayo, and Hernández-Camacho, 1994
- Atelopus limosus Ibáñez, Jaramillo, and Solís, 1995
- Atelopus loettersi De la Riva, Castroviejo-Fisher, Chaparro, Boistel, and Padial, 2011
- Atelopus longibrachius Rivero, 1963
- Atelopus longirostris Cope, 1868
- Atelopus lozanoi Osorno-Muñoz, Ardila-Robayo, and Ruiz-Carranza, 2001
- Atelopus lynchi Cannatella, 1981
- Atelopus manauensis Jorge, Ferrão, and Lima, 2020
- Atelopus mandingues Osorno-Muñoz, Ardila-Robayo, and Ruiz-Carranza, 2001
- Atelopus marinkellei Cochran and Goin, 1970
- Atelopus mindoensis Peters, 1973
- Atelopus minutulus Ruiz-Carranza, Hernández-Camacho, and Ardila-Robayo, 1988
- Atelopus mittermeieri Acosta-Galvis, Rueda-Almonacid, Velásquez-Álvarez, Sánchez-Pacheco, and Peña-Prieto, 2006
- Atelopus monohernandezii Ardila-Robayo, Osorno-Muñoz, and Ruiz-Carranza, 2002
- Atelopus moropukaqumir Herrera-Alva, Díaz, Castillo, Rodolfo, and Catenazzi, 2020
- Atelopus mucubajiensis Rivero, 1974
- Atelopus muisca Rueda-Almonacid and Hoyos, 1992
- Atelopus nahumae Ruiz-Carranza, Ardila-Robayo, and Hernández-Camacho, 1994
- Atelopus nanay Coloma, 2002
- Atelopus nepiozomus Peters, 1973
- Atelopus nicefori Rivero, 1963
- Atelopus nocturnus Bravo-Valencia and Rivera-Correa, 2011
- Atelopus onorei Coloma, Lötters, Duellman, and Miranda-Leiva, 2007
- Atelopus orcesi Coloma, Duellman, Almendáriz, Ron, Terán-Valdez, and Guayasamin, 2010
- Atelopus oxapampae Lehr, Lötters, and Lundberg, 2008
- Atelopus oxyrhynchus Boulenger, 1903
- Atelopus pachydermus (Schmidt, 1857)
- Atelopus palmatus Andersson, 1945
- Atelopus pastuso Coloma, Duellman, Almendáriz, Ron, Terán-Valdez, and Guayasamin, 2010
- Atelopus patazensis Venegas, Catenazzi, Siu-Ting, and Carrillo, 2008
- Atelopus pedimarmoratus Rivero, 1963
- Atelopus peruensis Gray and Cannatella, 1985
- Atelopus petersi Coloma, Lötters, Duellman, and Miranda-Leiva, 2007
- Atelopus petriruizi Ardila-Robayo, 1999
- Atelopus pictiventris Kattan, 1986
- Atelopus pinangoi Rivero, 1982
- Atelopus planispina Jiménez de la Espada, 1875
- Atelopus podocarpus Coloma, Duellman, Almendáriz, Ron, Terán-Valdez, and Guayasamin, 2010
- Atelopus pulcher (Boulenger, 1882)
- Atelopus pyrodactylus Venegas and Barrio, 2006
- Atelopus quimbaya Ruiz-Carranza and Osorno-Muñoz, 1994
- Atelopus reticulatus Lötters, Haas, Schick, and Böhme, 2002
- Atelopus sanjosei Rivero and Serna, 1989
- Atelopus seminiferus Cope, 1874
- Atelopus senex Taylor, 1952
- Atelopus sernai Ruiz-Carranza and Osorno-Muñoz, 1994
- Atelopus simulatus Ruiz-Carranza and Osorno-Muñoz, 1994
- Atelopus siranus Lötters and Henzl, 2000
- Atelopus sonsonensis Vélez-Rodriguez and Ruiz-Carranza, 1997
- Atelopus sorianoi La Marca, 1983
- Atelopus spumarius Cope, 1871
- Atelopus spurrelli Boulenger, 1914
- Atelopus subornatus Werner, 1899
- Atelopus tamaense La Marca, García-Pérez, and Renjifo, 1990
- Atelopus tricolor Boulenger, 1902
- Atelopus varius (Lichtenstein and Martens, 1856)
- Atelopus vogli Müller, 1934
- Atelopus walkeri Rivero, 1963
- Atelopus zeteki Dunn, 1933